# Witold Klepacki
Witold Klepacki (ur. 7 marca 1897 w Krakowie, zm. 19 marca 1960 w Lublinie) – polski lekarz, pediatra, profesor.

## Życiorys
Urodził się w rodzinie Maksymiliana, pomocnika młynarskiego, i Józefy z Bankiewiczów. Ukończył szkołę powszechną we Lwowie i gimnazjum humanistyczne w Krakowie (maturę uzyskał w 1915). Będąc uczniem gimnazjum, podczas I wojny światowej wstąpił ochotniczo do Legionów Polskich i od sierpnia 1914 do maja 1915 walczył w 1 pułku piechoty na froncie wschodnim. W 1918 rozpoczął studia na Wydziale Lekarskim Uniwersytetu Jagiellońskiego. Wkrótce na polecenie władz uczelni kierował akcją masowych szczepień przeciwko ospie na Łemkowszczyźnie. W 1918 w batalionie akademickim walczył we wschodniej Małopolsce. Będąc stypendystą krakowskiego Szpitala Św. Łazarza, w 1919 prowadził pracownię analityczną na jego oddziale chorób zakaźnych. W latach 1919–1920 zatrudniony był jako asystent dyżurny w Klinice Położniczo-Ginekologicznej UJ. W latach 1920–1921 objąwszy tam etat zastępcy lekarza powiatowego zajmował się zwalczaniem epidemii duru i czerwonki w powiecie nowosądeckim. Po powrocie do Krakowa na UJ, pracował początkowo jako młodszy, potem starszy asystent w Zakładzie Anatomii Patologicznej. Po ukończeniu studiów i otrzymaniu 11 lipca 1922 dyplomu doktora wszech nauk lekarskich rozpoczął pracę w klinice pediatrycznej kierowanej przez prof. Ksawerego Lewkowicza. W 1926 został pierwszym asystentem kliniki. Z tego okresu pochodzą publikacje pierwszych prac naukowych Klepackiego. W tym samym roku stanął do konkursu na stanowisko naczelnego lekarza szpitala dziecięcego fundacji Vetterów (Szpital Prywatny dla Dzieci). Wygrał konkurs, w grudniu 1926 przeniósł się do Lublina, a 1 stycznia 1927 objął to stanowisko. Doprowadził do znacznego rozwoju szpitala; powstały nowe oddziały, nowoczesne ambulatorium, podjęto budowę nowych pawilonów szpitala, przychodni specjalistycznych, a w Kazimierzówce k. Lublina powstało sanatorium dla dzieci chorych na gruźlicę. W 1928 został wybrany w skład III Rady Izby Lekarskiej, której kadencja trwała 3 lata. Ponownie wybrano go do IV Rady 22 listopada 1931, również na okres 3 lat, zaś 16 grudnia 1934 – do V Rady (tym razem kadencja była już pięcioletnia). W latach 1929–1932 pełnił funkcję sekretarza izby w Zarządzie Rady. Wziął udział w tworzeniu wydziału lekarskiego UMCS.
Podczas kampanii wrześniowej i przez cały okres wojny pozostawał na stanowisku dyrektora Szpitala dla Dzieci im. Vetterów w Lublinie pod wezwaniem Dzieciątka Jezus. Brał udział w akcji niesienia pomocy więźniom Majdanka.
Po wojnie, 27 lipca 1945 został mianowany z ramienia rządu przewodniczącym komisarycznym Okręgowej Izby Lekarskiej w Lublinie. W latach 1945–1953 był dyrektorem Miejskiego Szpitala Dziecięcego w Lublinie. W 1946 mianowany kierownikiem Kliniki Chorób Dzieci. Będąc konsultantem wojewódzkim wizytował i wspierał wszystkie oddziały dziecięce na Lubelszczyźnie, duży nacisk kładąc zwłaszcza na działania zmierzające do zmniejszenia umieralności niemowląt, a także na specjalistyczne szkolenie pediatrów i lekarzy wiejskich. W latach 1955–1956 był prodziekanem Wydziału Lekarskiego Akademii Medycznej.
Z zawartego w 1934 związku małżeńskiego (przerwanego rozwodem) z Zofią Marią z Obrąpalskich h. Lubicz miał dwóch synów: Wojciecha (ur. 1935) i Witolda (ur. 1939).
Zmarł po długiej i ciężkiej chorobie 19 marca 1960 w Lublinie, pochowany na cmentarzu przy ulicy Lipowej (sektor 25b).

## Ordery i odznaczenia
- Krzyż Oficerski Orderu Odrodzenia Polski (1958)
- Złoty Krzyż Zasługi (1957)
- Medal Niepodległości (17 marca 1938)[5]
- Srebrny Krzyż Zasługi (1938)
- Medal 10-lecia Polski Ludowej (13 stycznia 1955)[6]
- Odznaka „Za wzorową pracę w służbie zdrowia” (1955)

Źródło.

## Upamiętnienie
Jego imię nadano Przychodni Rejonowej w dzielnicy Bronowice oraz sali wykładowej w budynku Instytutu Pediatrii AM.